# مخيم الرمدان
مخيم الرمدان، مخيم للاجئين الفلسطينيين الذين طردوا من شمال فلسطين في حرب عام 1948، يقع على بالقرب من بلدة الضمير، على مسافة 60 كيلومترا إلى جنوب شرق دمشق.

## المخيم
أسس المخيم عام 1953 لإيواء فلسطينيين لجؤوا إلى سورية في حرب عام 1948، وتوسع بعد حرب عام 1967 لاستيعاب مزيد من اللاجئين الفلسطينيين النازحين من هضبة الجولان، التي كانوا قد لجؤوا إليها سنة 1948.
بلغ عدد سكان المخيم نحو 4000 نسمة، ينحدر معظمهم من طبرية وصفد وقرى الشجرة وحطين والجاعونة وشفا عمرو ودلاتة وقرى سهل الحولة ومن عشائر الوهيب والمواسي وغيرها.
ولا تعترف وكالة الغوث الدولية (الأونروا) رسميا بالمخيم، رغم تقديمها بعض الخدمات إليه، مثل الخدمات الطبية والتعليمية والمياه.